# Liste des évêques et archevêques de Kalocsa

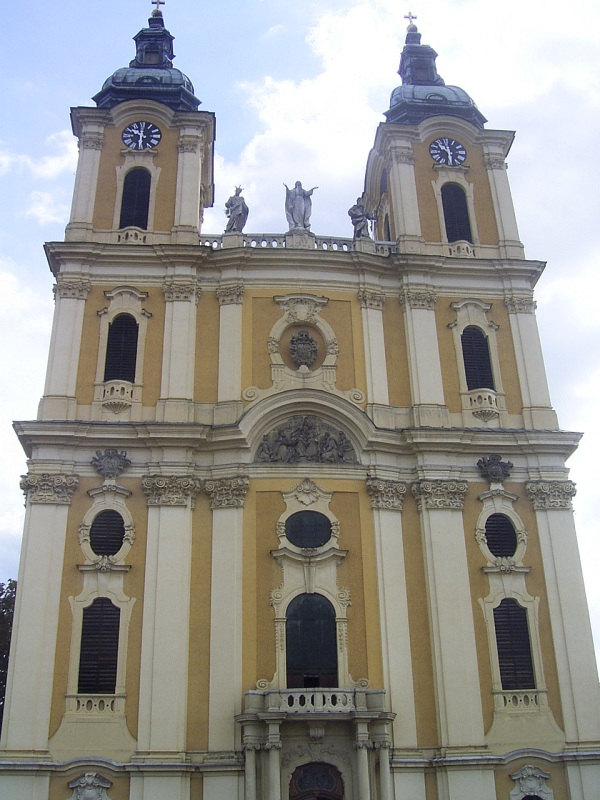
Cathédrale de Kalocsa

L' archidiocèse de Kalocsa–Kecskemét (latin : Archidioecesis Colocensis–Kecskemetensis) est un archidiocèse hongrois. À partir de 1993 le nom officiel est archidiocèse de Kalocsa-Kecskemét. C'est le métropolitain des diocèses de Pécs et de Szeged-Csanád.
L'archidiocèse est établi comme diocèse probablement par le roi Étienne Ier de Hongrie en 1009. Suffragants originaux sont les évêques de Bihar (roumain : Biharea) et de  Transylvanie. Vers 1028 aussi l'évêque du nouveau diocèse de
Csanád devient suffragant de l'archidiocèse de  Kalocsa.
Du XVe siècle à 1776, les archevêques de Kalocsa sont comte perpétuel de Bács (Latin: Bacsiensis perpetuus supremus comes).

## Évêques
- Astéric O.S.B. (1000–1015)
- Georges Ier (1050–?)
- Désiré (1075–1093)
- Fabianus (1094–?)
- Ugolinus (1103–?)
- Paul Ier (1111)
- Fulbertus (1111–?)
- Gregoire Ier (1124–?)
- Fancica (1131–1134)

## Archevêques
- Simon (1135–?) (premier archevêque)
- Muchia (1142–1149)
- Miko (1149–1165)
- Sayna (1167–?)
- Kosmas (1169–?)
- André Ier (1176–1186)
- Étienne Ier (1187–?)
- Paul II (1189–1190)
- Pierre Ier Filius Chitilen (1190)
- Saul (1192–1202)
- Jean Ier de Méran (1202–1205)
- Berthold de Méran-Andechs (1206–1218)
- Ugrinus (1219–1241)
- Benoît (1241–1254)
- Thomas Ier (1255–1256)
- Smaragdus de Sambok (1257–1265)
- Étienne II (1266–1278)
- Jean II (1278–1301)
- Étienne III (1302–1305)
- Vincent (1305–1312)
- Demetrius (1312–1317)
- Ladislaus Ier de Jank, O.F.M. (1317–1337)
- Ladislaus II de Kabol (1342–1345)
- Étienne IV Büki (1345–1349)
- Nicolas Ier Szügyi (1349–1350)
- Dionysius Laczkfy (1350–1355)
- Nicolas II de Garamkeszi (1356–1358)
- Thomas II de Thelegd (1358–1367)
- Étienne V de Frankló, O.F.Aug. (1367–1382)
- Louis Ier de Helfenstein (1383–1391)
- Nicolas III Bubek (1391–1399)
- Sédisvacance (1399–1401)
- Jean III de Scepus (1401–1403)
- Chrysogonus de Dominis, O.F.M. (1404–1408)
- Nicolas IV de Corbavia (1408–1410)
- Branda (1410–1413) (administrateur)
- André II de Benciis (1413–1431)
- Carniarus de Ssholaribus (1420–1423)
- Jean IV de Boundelmontibus, O.S.B. (1431–1448)
- Sédisvacance (1448–1450)
- Raphael Herczegh (1450–1456)
- Étienne VI de Varda  (1457–1471)
- Gabriel Ier de Matuchina (1471–1477)
- Georgius II de Hando (1478–1480)
- Pierre II de Varadino (Petri de Warda) (1481–1501)
- Ladislaus III Gereb (1501–1503)
- Gergely II Frankopan (1503–1520)
- Sédisvacance (1520–1523)
- Paul III Tomory, O.F.M. (1523–1526)
- Sédisvakance (1526–1530)
- János Ier Frankopan, O.F.M. (1530–1543)
- Sédisvacance (1587–1596)
- Paul IV Gregorianec (1565)
- Sédisvacance (1565–1572)
- Juraj Drašković de Trakošćan (1573–1587)
- Sédisvacance (1587–1596)
- Ján V Kutassy (1596–1597)
- Sédisvacance (1597–1600)
- Martinus Pethe (1600–1607)
- Štefan Szuhay (1607–1608)
- Demetrius Napragy (1608–1619)
- Valentinus Lépes (1619–1623)
- Ján Telegdy (1624–1647)
- Sedisvakanz (1647–1649)
- János VII Püski (1649–1657)
- Juraj IV Szelepcsényi de Pohronc (1657–1666)
- Pierre III Petretic (1667)
- Juraj V Széchényi (1668–1685)
- Ján VIII Gubasóczy (1685–1686)
- Martin II Borkovic, O.S. (1686–1687)
- Leopold Karl de Kollonitsch (1688–1695)
- Paul V Széchény (1696–1710)
- Emericus de  Cháky de Keresszegh (1710–1732)
- Gabriel II Herman de  Patarcic (1733–1745)
- Sédisvacance (1745–1747)
- Nicolas V de Csáky de Keresszegh (de) (1747–1751)
- Ferenc II de Klobusiczky (1751–1760)
- József Batthyány (1760–1776)
- Ádám Patachich (1776–1784)
- Sédisvacance (1784–1787)
- Ladislaus de  Kollonitsch (1787–1817)
- Sédisvacance (1817–1822)
- Peter Klobusiczky (1822–1843)
- Sedisvakanz (1843–1845)
- Ferenc de Nádasdy, François III de Paula (1845–1851)
- Jozef Kunszt (1852–1866)
- Josef Lonovics von Krivina (1866–1867)
- Lajos Haynald, AEp. Carth. (1867–1891)
- Juraj Császka (1891–1904)
- Julius Ier Városy de Veszprim (1905–1910)
- Ján Černoch (1911–1912)
- Árpád Lipót Várady (1914–1923)
- Gyula Zichy (1925–1942)
- Julius Glattfelder (1942–1943)
- József Grősz (1943–1961)
- Endre Hamvas (1964–1969)
- József Ijjas (1969–1989)
- László Dankó (1987–1999)
- Balázs Bábel (de) (1999-)